# Knutstorps naturvårdsområde
Knutstorps naturvårdsområde är ett naturvårdsområde (sedan  1998 likvärdigt med ett naturreservat) i Flisby socken i Nässjö kommun i Småland (Jönköpings län).
Naturvårsområdet är beläget nordöst om Nässjö tätort och består mest av isälvsavlagringar och odlingslandskap. Det omfattar 176 hektar och omgärdar Knutstorps säteri.
Naturvårsområdet är ett artrikt och vackert odlingslandskap som till stora delar utgörs av betade, lövrika hagar. Jordmånen är näringsrik vilket givit området dess fina flora. Där växer bland andra prästkrage, nattviol och getrams.
Det finns inslag av äldre grova ekar. I området förekommer rikligt med arter knutna till äldre grova ädellövträd. Det finns även alkärr, strandsumpskogar och betade glesa barrskogsområden. I sydväst, nära Knutstorpssjön, finns partier med torrängsflora och arter som brudbröd, solvända, backsippa och ängshavre.